# Цехомская, Наталия Алексеевна
Наталия Алексеевна Цехомская (2 июля 1945, Ленинград) — советский и российский художник, театральный художник. Член Российского Союза художников, член Союза фотохудожников России, член Санкт-Петербургской Академии современного искусства (СПАСИ).

## Биография
Родилась в 1945 году в Ленинграде. Окончила художественную школу при училище им. Мухиной, Ленинград, затем Ленинградский политехнический институт (1964—1967), по специальности «экспериментальная физика», затем архитектурный факультет Ленинградского строительного института (1967—1972). После окончания вуза работала архитектором 3 года, потом занялась фотографией, которая стала профессией. Окончила курс фотожурналистики Союза журналистов СССР (1977—1978).
Работает в уникальной авторской технике с использованием бромосеребряных фотографических материалов — синографии и аргентографии.Метод аргентографии — получение изображения без фотоаппарата способом воздействия на фотоэмульсию определённым образом. «Синография» (от греч. — «syn» — вместе, и «graphus» — изображение) — совмещение на одном листе фотобумаги изображений, напечатанных с нескольких негативов, с помощью матрицы, затем изображение дорабатывается с помощью красок или других техник, или оставляется черно-белым.
```
«Все мои работы, выполненные и методом Синография, и методом Аргентография, не могут тиражироваться, то есть быть точно повторенными, так как получить тиражно одинаковое изображение невозможно.» 
Наталия Цехомская
```

В 2012 году совместно с художниками Феликсом Волосенковым и Алексеем Ярыгиным была создана творческая группа «Алхимия».
Награды:
Наталия Цехомская была выбрана издательством «I.C.A. Publishing» (New York) как художник, представляющий современное искусство России в международный каталог лучших художников мира — 7 выпусков, финалист Международного Фестиваля «Eco Arts — 2011—2012»(США) — 3-е место, работа «Полдень».
Награждена Серебряной Медалью 3-го Международного Биеннале Изобразительных Искусств и Литературы, Диплом и звание «Мастер Изобразительных Искусств», Нью-Йорк — Афины — Анкона — Сенигаллия, Италия, 2012.
Награждена Золотой Медалью Международного Биеннале Изобразительных Искусств «Вздох Мира», Нью-Йорк — Афины — Коринальдо — Анкона — Сенигаллия, Италия, 2013.
Награждена Кубком L’ELITE Selezione Arte Internazionale, Италия, Сентябрь, 2014.
Опыт работы куратором и преподавателем
- 1984—1987 — председатель группы фотографов «Ленинград», Ленинградский Дворец молодежи.
- 1979—1989 — руководитель фото-студии «4-й этаж», Дом Культуры им. Цюрупы, Ленинград.
- 1999 — чтение лекций в университете Saint Thomas, St.Paul, и в parts Gallery, Миннеаполис, США.
- 2001 — преподаватель класса синографии в фотошколе г. Попрада, Словакия.
- 2005 — Мастер-класс в Балтийской фотографической школе, СПбГУ.
- 2007 — Мастер-класс в Смоленском музее изобразительных искусств.

Театральные работы (художник по костюмам):
- 1986 — Ж. Оффенбах, «Жанн и Жаннетта», «Ужин с итальянцем», Музыкальный театр комедии г. Ростов-на-Дону
- 1988 — С. Маршак, «Терем-теремок», Новгородский драматический театр"
- 1989 — В. Шукшин, «До третьих петухов», Дмитровград, Россия
- 1991 — В. Нароков, «Суперфляй», Московский Худ. театр им. Чехова
- 1994 — Б. Брехт, «Мамаша Кураж и ее дети», Южная Осетия

Аукционы:
- Гамбург, Аукцион Artmaximum, 4 апреля 2020 года, Лоты 139, 140, 141, 142, 143.
- Москва, Антиквариум, Аукцион № 54, 20 апреля 2019 года.
- Дом Christie[5]

## Работы находятся в собраниях
— Государственный Русский музей, Санкт-Петербург
— Государственный музей истории Санкт-Петербурга
— Российская национальная библиотека
— Государственный музей изобразительных искусств республики Карелия, г. Петрозаводск
— Новосибирский государственный художественный музей. Новосибирск, Россия
- Собрание Государственного музея современного искусства ЕАО,  Биробиджан
— Музей Анны Ахматовой в Фонтанном доме, Санкт-Петербург
— Ставропольская Государственная Картинная галерея
— собрание Смоленского государственного музея-заповедника
— Приморская государственная картинная галерея
— Музей искусства Санкт-Петербурга XX-XXI веков
— Московский музей современного искусства, Москва, Россия.
— Астраханская Государственная картинная галерея — филиал им. Б. М. Кустодиева.
— Мурманкий областной государственный художественный музей
— Музей Нью-Мехико, Санта Фе, США
— Краснодарский краевой художественный музей имени Ф. А. Коваленко, Россия.
— Музей изящных искусств, Бостон, США.
— Художественный музей Гарварда, Кембридж, США.
— Собрание библиотеки книжной графики, Санкт-Петербург, Россия
— Зиммерли музей, коллекция Нортона Доджа, Нью-Джерси, США
— коллекция посольства США в Российской Федерации, Москва. Россия.
— Коллекция фонда «Навигатор», Бостон, Массачусетс, США
— Коллекция Арт/Оми, г. Нью-Йорк, Нью-Йорк, США
— Художественный музей, Кросно, Польша
— Коллекция Арт-подвала «Бродячая Собака»
— Музей МХТ, Москва, Россия.
— Российский Этнографический Музей, Санкт-Петербург, Россия.
— Николаевский областной художественный музей им. В. В. Верещагина, г. Николаев, Украина.
— Государственный музей изобразительных искусств республики Татарстан.
— Художественный Музей, г. Комсомольск-на-Амуре.
— Музей современных искусств им. С. П. Дягилева
— Коллекция фонда «Мастер-класс», Россия.
— Коллекция Маликиных, Бостон, США.
— Коллекция Благодатова, Россия.
— Коллекция Яковлевых, Россия.
— Коллекция Штерна, Россия.
— Коллекция Александры Ланкинен, Россия.
— Коллекция Цехомских, Москва, Россия.
— Коллекция Панчини, Италия.
— Коллекция Страсбурга, Англия.
Частные коллекции России, США, Великобритании, Германии, Италии, Австрии, Китая.

## Выставки
2025 — Санкт-Петербург, Новый Музей, «В Пространстве рядом», март — май, 2025.
2022 — Москва, выставочные залы Российской Академии Художеств, «Где-то во времени», Апрель — Май, 2022.
2020 — Краснодар, Краснодарский Краевой Художественный Музей, «Однажды Овен, Рак и Лев…», С А. Ярыгиным и Ф. Волосенковым, декабрь 2020 — январь 2021.
2019 — Мангейм, Германия, галерея Boehner, «Алхимия», с А. Ярыгиным и Ф. Волосенковым, 25 октября 2019 — 10 марта 2020.
2018 — Шэньчжэнь, Китай, Shenzhen City Art Fair, «Алхимия», с Ф. Волосенковым и А. Ярыгиным, 25 − 27 мая.
— Музей Art Investment Club (AIC), Шэньчжэнь, Китай, «Один пояс¸один Путь», выставка — культурный обмен Китай — Запад, совместно с А. Ярыгиным и Ф. Волосенковым, май, 2018.
2017 — Галерея Boehner, Мангейм, Германия, «Алхимия. Зима», совместно с Ф. Волосенковым и А. Ярыгиным, сентябрь — февраль, 2018.
— Art Investment Club — Международная Выставка Современного Искусства, Дунгуань, Китай, Июль — Август, 2017.
— Новгородский Центр Современного Искусства, «Однажды Овен, Рак и Лев…», С Алексеем Ярыгиным и Феликсом Волосенковым, 28 апреля — 28 мая, 2017.
— Шэньчжэнь, Китай, Shenzhen City Art Fair, «Алхимия», с Ф. Волосенковым и А. Ярыгиным, 21 − 26 апреля.
2016 — Санкт-Петербург, Музей Современных Искусств им. С. П. Дягилева, «Превращения», ноябрь, 2016.
2015 — Гонконг, Asia Contemporary Art Show (ACAS), «Alchemy», совместно с Ф. Волосенковым и А. Ярыгиным, Октябрь, 2015.
— Гуанчжоу, Арт-Кантон, «Алхимия», совместно с Ф. Волосенковым и А. Ярыгиным, сентябрь, 2015.
2014 — Гонконг, Asia Contemporary Art Show (ACAS), «Alchemy», совместно с Ф. Волосенковым и А. Ярыгиным, Октябрь, 2014.
— Вена, Ringstrassen Kunstsammler Gallery, «Алхимия», совместно с Ф. Волосенковым и А. Ярыгиным, Октябрь, 2014.
— Мангейм, Германия, Gallery Bohner, «Алхимия», совместно с Феликсом Волосенковым и А. Ярыгиным, Сентябрь, 2014 — март, 2015.
— Гуанчжоу, Арт-Кантон, «Алхимия», совместно с Ф. Волосенковым и А. Ярыгиным, сентябрь, 2014.
— Сеул, AHAF, «Алхимия», совместно с Ф. Волосенковым и А. Ярыгиным, август, 2014.
— Сингапур, Art Apart Fair, «Алхимия», совместно с Ф. Волосенковым и А.Ярыгиным, июль, 2014.
— Гонконг, Asia Contemporary Art Show (ACAS), «Alchemy», совместно с Ф. Волосенковым и А. Ярыгиным, май 2014.
2013 — Вена, Vienna Showcase, Музей Современного (Молодого) искусства (MOYA), «Волшебные Сказки», совместно с Ф. Волосенковым и А. Ярыгиным, октябрь, 2013.
— Берлин, Kraftwerk Berlin, Berliner Liste Contemporary Art Fair, совместно с Ф. Волосенковым и А. Ярыгиным, сентябрь, 2013.
— Санкт-Петербург, Музей Нонконформистского Искусства, «Синайский гобелен» (посвящение Эдварду Уитмору), совместно с Ф. Волосенковым и А. Ярыгиным, март, 2013.
2012 — Берлин, Artisan Direct Art Holding — Temporary Gallery Berlin, «Метаморфозы», совместно с Феликсом Волосенковым и Алексеем Ярыгиным, 17 ноября — 31 декабря.
2011 — Музей «Дом Иконы», «Колокольный Звон», Москва, ноябрь-декабрь.
— Арт Центр «Бродячая Собака», «Заповедникъ», Санкт-Петербург, июнь-июль.
2010 — Российский Центр науки и культуры, «Между Небом и Землей. Южная Осетия», Дар-эс-Салам, Танзания, июль — август.
— Lewon Lazarew Kunst GmbH, «Где-то во времени», Берлин, март.
2008 — Культурный Центр им. Пушкина, «Мираж», Люксембург, Декабрь.
— Галерея «Стекло», «Диалог о хрупкости бытия», совместно с Ф. Волосенковым, Санкт-Петербург, март.
2007 — Московский Музей Современного Искусства, «Петербург», совместно с Ф. Волосенковым и Р. Лотошом, ноябрь.
— Смоленский государственный музей-заповедник, «Нева и Днепр впадают в море», совместно с с Сергеем Конёнковым и с Феликсом Волосенковым, сентябрь — ноябрь.
— Музей Изобразительных искусств г. Комсомольска-на-Амуре, «Фотоюзинг», 2 августа-19 сентября.
— Государственный художественный музей г. Хабаровска, «Фотоюзинг».
— Музей истории фотографии, «Между Небом и Землей. Южная Осетия», Санкт-Петербург, Февраль-Март.
— Приморская государственная картинная галерея, проект «Санкт-Петербург — Сахалин — Владивосток — Хабаровск», Владивосток, январь-февраль.
2006 — Сахалинский областной государственный художественный музей, «Фотюзинг», проект «Санкт-Петербург — Сахалин — Владивосток — Хабаровск», Южно-Сахалинск, ноябрь-декабрь.
— Международный выставочный павильон — Парк экспозиций, совместно с Алексеем Ярыгиным и Феликсом Волосенковым, Нанси, Франция, июнь, 2006.
— Галерея «Союз Творчество», «Вариации», совместно с Феликсом Волосенковым и Алексеем Ярыгиным, Москва, май.
— Центр искусств им. Дягилева, «Фрагменты Подлунного Мира или термодинамика реальных процессов», Санкт-Петербург, апрель-май.
— Музей Нонконформистского Искусства, «Четверо в городе, считая собаку», совместно с Ф. Волосенковыми и А. Ярыгиным, Санкт-Петербург, февраль — март.
2005 — Библиотека им. Маяковского, Американский уголок, совместно с А. Чежиным, Санкт-Петербург, февраль-март.
2004 — Музей Анны Ахматовой, «Рифмы», Санкт-Петербург, декабрь.
— Галерея «Борей», «То, что сокрыто в листве», совместно с Алексеем Ярыгиным, Санкт-Петербург, декабрь.
— Государственный центр фотографии, «Выставка одной фотографии», Санкт-Петербург, март.
2003 — Музей Нонконформистского искусства, «Бабочка над Петербургом», совместно с Феликсом Волосенковым, Санкт-Петербург, октябрь — ноябрь.
— Центр Искусств им. Дягилева — Филологический факультет СПбГУ, «Азбука — Алфавит — Кириллица», Санкт-Петербург, май.
— галерея АСТИ, «ПроЯвление Фантома», Москва, февраль-март.
2002 — галерея " Art & Actualitе ", совместно с Ф. Волосенковым и А. Васильевым, Париж, июль.
2001 — «Глазами пришельцев из созвездия Юнгура», галерея «2000» — Планетарий, совместно с Феликсом Волосенковым и Алексеем Ярыгиным, Санкт-Петербург, Россия, июль — август.
1999 — «Город. Пыль. Цветы и полумесяц». В рамках фестиваля «Город и цветы 99» ЛЕНЭКСПО, СПБ, Россия
1998 — Санкт-Петербургский государственный музей театра и музыки, «Сад Расходящихся Тропок».
1995 — Отчетная выставка по окончании работы семинара в Арт-колонии Art-Omi, Нью Йорк, США.
1994 — галерея «Федор», Санкт-Петербург.
1994 — галерея «Новый пассаж», «Пространство Ностальгии», Управление музеев Лен. обл., Санкт-Петербург.
1986 — дом культуры им. Цюрупы, Санкт-Петербург.
1984 — Ленинградский Дворец молодежи.
1982 — Ленинградский технологический институт.